# Bittacus schoutedeni
Bittacus schoutedeni är en näbbsländeart som beskrevs av Peter Esben-Petersen 1913. 
Bittacus schoutedeni ingår i släktet Bittacus och familjen styltsländor. Inga underarter finns listade i Catalogue of Life.